# Birds of America (Film)
Birds of America ist eine US-amerikanische Filmkomödie aus dem Jahr 2008. Regie führte Craig Lucas, das Drehbuch schrieb Elyse Friedman.

## Handlung
Morrie Tanager musste schon früh Verantwortung übernehmen. Selbst noch nicht erwachsen, kümmerte er sich nach dem Tod seiner Eltern um seine beiden Geschwister Jay und Ida. Mittlerweile sind beide aus dem ehemaligen Elternhaus ausgezogen, in dem Morrie nun mit seiner Frau Betty versucht, ein normales Leben zu führen. Doch immer wieder holen ihn seine Geschwister ein. Jay wurde von einem Auto angefahren und soll nun wieder bei ihnen einziehen und auch Ida hat nach sechs Jahren Abwesenheit wieder ihren Besuch im Hause ihrer Eltern angekündigt. Der Besuch der beiden Geschwister sorgt für reichlich Ärger im Hause der Familie und am Ende ist nicht nur die Ehe von Betty und Morrie gefährdet.
Jay hat spezielle Ansichten über die Welt, lebt vegan und auch sonst sehr spartanisch. Ida wiederum genießt das Leben und die Männer, wo sie nur kann. Beides passt nicht in die spießigen Vorstellungen von Morrie und seiner Frau. Er hofft gerade auf seine Festanstellung als Lehrer und kann sich negative Publicity einfach nicht erlauben. Sein Nachbar Paul hat diesbezüglich ein Mitspracherecht in der Schule und so will es sich Morrie mit ihm auf keinen Fall verderben. Die Nachbarn bekommen das Treiben in seinem Hause täglich mit und so wollen sie für Paul und Laura ein Essen geben. Dazu schicken sie Jay und Ida in die Stadt, damit sie dort den Abend verbringen und sie ungestört sind. Doch droht die Störung nun von Jays Frau, die unverhofft auftaucht und nach ihrem Mann sucht. Angeblich sucht die Polizei nach ihm, weil er beschuldigt wird ein Kind sexuell belästigt zu haben. Kurzerhand verabschieden sich die Nachbarn und auch Morries Frau verlässt das Haus. Verzweifelt setzt sich Morrie mit seinen Geschwistern zusammen, als diese zurückkehren. Sie reden und arbeiten dabei ihre Vergangenheit auf. Dabei wird Morrie klar, dass er auch mit seiner Frau reden muss. Sie denkt mit aller Macht über eine Familienplanung nach und Morrie hielt sich immer bedeckt. Er will ihr endlich sagen, dass er Angst davor hat, dass sein Erbgut geschädigt sein könnte. Sein Vater hatte bereits Selbstmord begangen und auch mit Jay scheint nicht alles in Ordnung zu sein.
Auch Ida ist bei ihrem Gespräch etwas klar geworden, denn sie fühlt sich noch immer zu ihrer Jugendliebe hingezogen. Sie hatte Gary damals einfach so verlassen und ist in die Welt gezogen, während er tiefverletzt zurückblieb. Doch ist er mittlerweile verlobt und so muss sie einsehen, dass es für ihre Liebe wohl zu spät ist. Inzwischen erscheint die Polizei und nimmt Jay mit, den sie nach erfolgtem DNA-Abstrich erst einmal wieder laufen lässt. Er gibt zu, das Mädchen angefasst zu haben, weil er den ganzen Tag einfach nur Menschen berühren wollte.
Nachdem Morrie sich in der Schule anhören muss, dass er als Lehrer nicht tragbar ist, sieht er sich von allen Zwängen befreit und sagt seinen Nachbarn endlich, was er von ihnen hält. Als kurz darauf Betty zurückkehrt, zieht er sich mit ihr wortlos ins Schlafzimmer zurück.

## Kritiken
„Ein zwischen sensibler Tragikomödie und fäkalhumoriger Satire delirierender Film, dessen treffende Bildmetaphern und gute Schauspieler nicht über das fehlende inszenatorische Ziel hinwegtäuschen können.“

Die Organisatoren des Sundance Film Festivals schrieben, die „exzentrische, lyrische Komödie“ thematisiere Sozialisierung und das Heranwachsen. Diese würden für Jay ein Leben innerhalb der gesellschaftlich aufgestellten Grenzen und mit gelegentlichen Lügen bedeuten; für Ida – Verantwortung für ihre Handlungen. Die „herausragende“ Besetzung und das Zeigen des Wandlungsprozesses der Geschwister würden zufriedenstellen.

## Hintergründe
Der Film wurde in Connecticut in den Städten Darien, Norwalk und Stamford gedreht. Die Weltpremiere fand am 24. Januar 2008 auf dem Sundance Film Festival statt.